# 삭녕면
삭녕면(朔寧面)은 연천군에 있던 면이다. 면사무소는 삭녕리에 있었다.

## 개요
1914년 부군면 통폐합 때 삭녕군 군내면과 동면이 연천군으로 편입되고 군내면은 북면으로 개칭하였다. 1934년에 이들 지역이 삭녕면으로 통합됐다. 한국 전쟁으로 대한민국이 일부 지역을 수복하여 1954년 11월 17일 삭녕면의 수복지구가 중면에 편입되었다.
조선민주주의인민공화국은 1952년 12월 군면리 대폐합때 삭녕면 지역을 모두 강원도 철원군에 편입시켰다.
대한민국 정부는 삭녕면이 미수복 지구까지 중면에 편입된 것으로 보고 이북5도위원회에 의한 면장 임명을 하지 않는다.

## 법정리
- 삭녕리(朔寧里)
- 도연리(陶淵里)
- 어적산리(漁積山里)
- 적음리(笛音里)
- 진곡리(辰谷里)
- 적동산리(積洞山里)
- 대사리(大寺里)
- 여척리(餘尺里)
- 고마리(古馬里)
- 상마산리(上馬山里)